# Nyabiho (vattendrag i Cibitoke)
Nyabiho är ett vattendrag i Burundi.   Det ligger i provinsen Cibitoke, i den nordvästra delen av landet, 80 km norr om huvudstaden Bujumbura.
Omgivningarna runt Nyabiho är en mosaik av jordbruksmark och naturlig växtlighet. Runt Nyabiho är det tätbefolkat, med 297 invånare per kvadratkilometer.